# Tropical Islands
Tropical Islands ligger ca 70 km sydsydost om Berlin utanför orten Brand i kommunen Halbe. Detta är Europas största äventyrsbad med pooler, vattenrutchbanor, laguner, regnskog och det finns även underhållning i form av shower med sång och dans. Badet ligger i en hall som var planerad för att bygga luftskepp i.

## Kommunikationer
Det går regionaltåg från Berlin Hauptbahnhof till stationen Brand Tropical Islands. Från stationen går det en gratisbuss till Tropical Islands. 

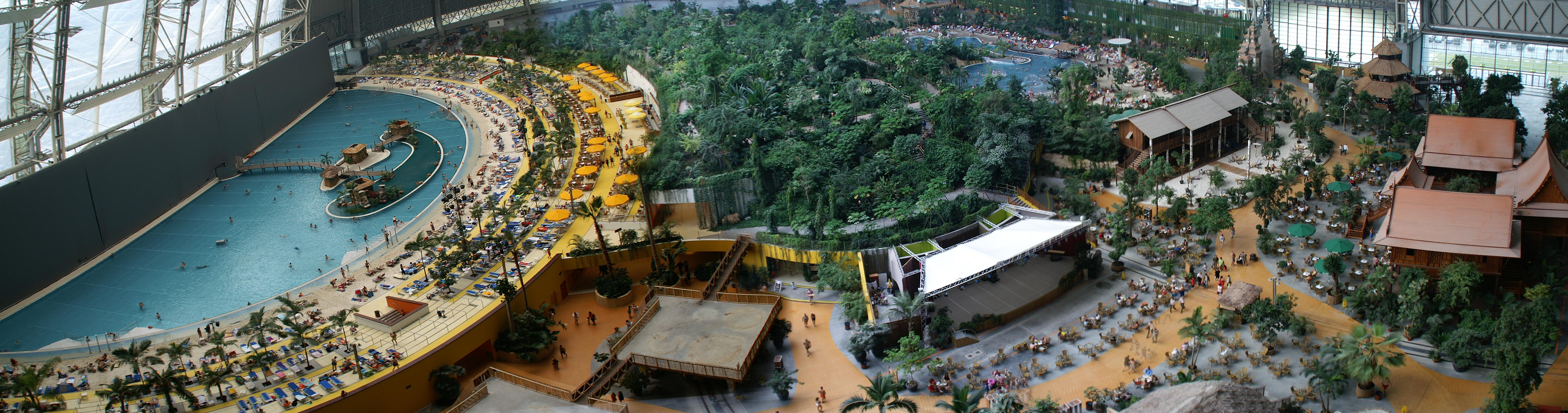